# Aleksej Muradov
Aleksej Muradov (russisk: Алексе́й Бори́сович Мура́дов) (født 2. juni 1963 i Moskva i Sovjetunionen) er en russisk filminstruktør og manuskriptforfatter.

## Filmografi
- Tjerv (Червь, 2006)[1][2]